# Campsicnemus mamillatus
Campsicnemus mamillatus är en tvåvingeart som beskrevs av Josef Mik 1869. Campsicnemus mamillatus ingår i släktet Campsicnemus och familjen styltflugor. Inga underarter finns listade i Catalogue of Life.